# Asplöven HC
Der Asplöven HC war ein 1972 gegründeter schwedischer Eishockeyklub aus Haparanda. Die Mannschaft spielte zuletzt in der Hockeyettan und trug ihre Heimspiele in der Arena Polarica aus.

## Geschichte
Der Klub wurde 1972 gegründet. In den 2000er Jahren etablierte sich der Verein in der drittklassigen Division 1 und scheiterte mehrfach erst in der Relegation am Aufstieg, so auch 2012. Da jedoch der Borås HC für die Saison 2012/13 aus finanziellen Gründen keine Lizenz erhielt, rückte der Asplöven HC als Drittplatzierter der Relegation automatisch nach. Nach zwischenzeitlichem Abstieg spielte die Mannschaft bis 2017 in der dritten Spielklasse, die inzwischen in Hockeyettan umbenannt wurde.
Der Verein wurde 2019 aus der Hockeyettan ausgeschlossen, nachdem das Team zu einem Spiel nicht angetreten war. Einen Monat später meldete der Verein Insolvenz an.

## Bekannte ehemalige Spieler
- Jonathan Hedström
- Iiro Itämies
- Janne Niinimaa
- Peter Szabó